# Estación Paysandú
La Estación Central Paysandú es una estación ferroviaria ubicada en la ciudad de Paysandú, capital del departamento homónimo. Su nombre hace referencia a que fue la principal estación del Ferrocarril Midland.

## Historia
A mediados de 1888 y ya comenzadas las actividades de  la Compañía Midland Uruguay Railway comenzó a proyectarse la construcción de la principal estación y sede administrativa de la compañía de ferrocarriles. El edificio, fue construido en el barrio Bella Vista de la ciudad sanducera y estuvo a cargo del ingeniero Alfred Fewin. 
En abril de 1890, la estación sería inaugurada y comenzaría a prestar sus servicios. Cercano a la misma se construyeron los principales talleres de la compañía. En 1949 tras la nacionalización de los servicios ferroviarios la misma dejó de denominarse como estación central.

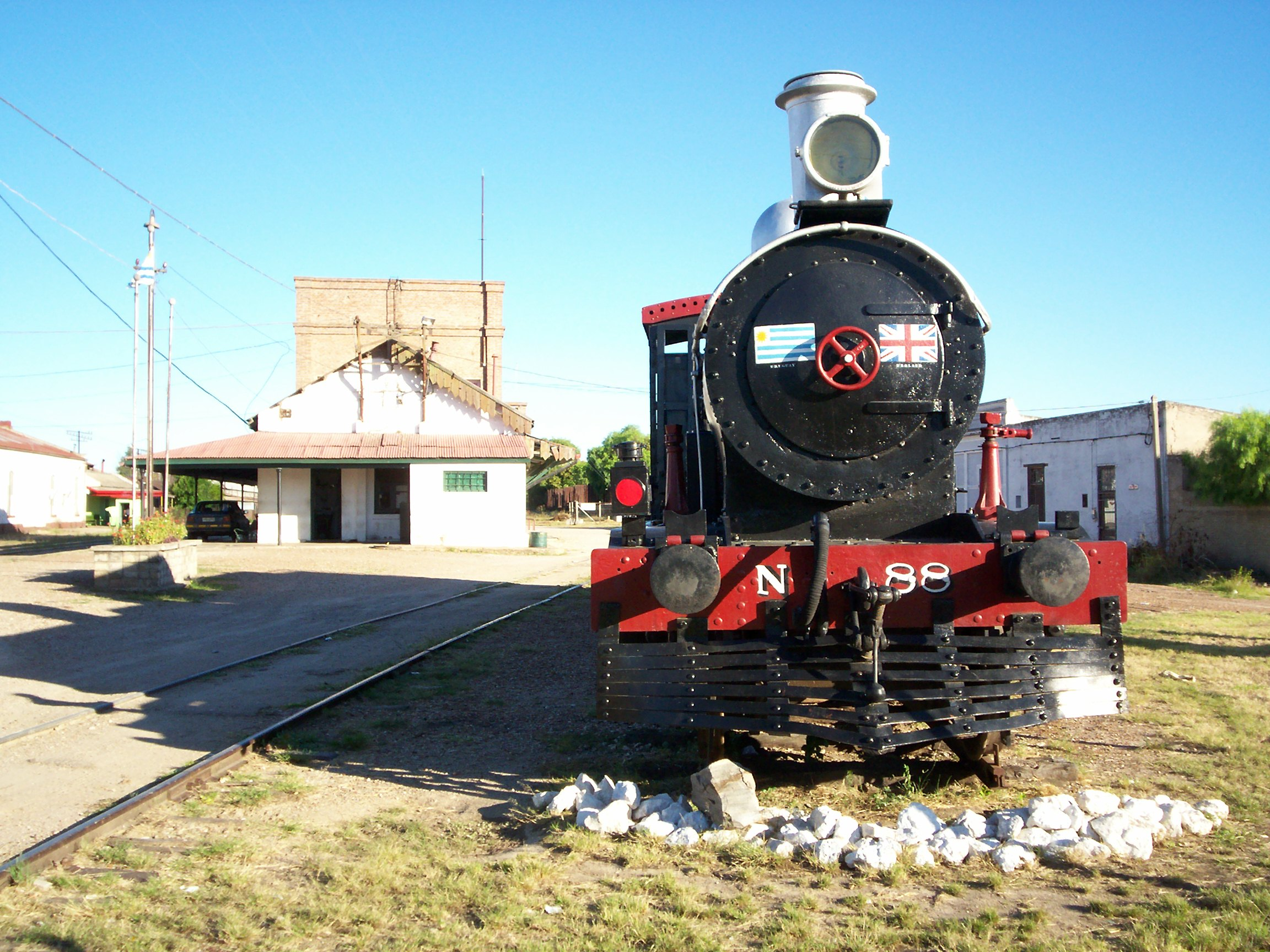

En la actualidad, en sus alrededores se encuentra una locomotora construida en Mánchester por Beyer Peacock & Co., y declarada Monumento Histórico Nacional. En dicho predio se ubica además un museo ferroviario.

## Servicios
Si bien en la actualidad, el servicio de pasajeros no opera de forma activa, desde 2021 se han prestado diversos servicios y excursiones hacia distintos puntos del norte de Uruguay, tales como Paso de los Toros, Termas de Almirón e incluso hacia la Exposición rural del departamento.
En 2011 y hasta 2012, Trenes de Buenos Aires operaba los servicios del denominadoTren de los Pueblos Libres que prestaba servicios en esta estación.